# Nałęcz V
Nałęcz V (Sterpiński, Zdzitowiecki) – polski herb szlachecki, odmiana herbu szlacheckiego Nałęcz.

## Opis herbu
W polu czerwonym nałęczka srebrna, na opak, z gwiazdą złotą w środku i takimż krzyżem zaćwieczonym na nawiązaniu.
Klejnot: Trzy pióra strusie.
Labry: Czerwone, podbite srebrem.

## Najwcześniejsze wzmianki
Po raz pierwszy herb pojawił się w Herbarzu rycerstwa Wielkiego Księstwa Litewskiego Wijuka Kojałowicza.

## Herbowni
Sterpiński, Zdzitowiecki.